# 畠澤守
畠澤 守（はたざわ まもる、1959年4月2日 - ）は、日本の実業家。東芝取締役。日本機械輸出組合副理事長。

## 人物・経歴
秋田県大館市花岡町出身。1978年秋田県立大館鳳鳴高等学校卒業。1982年筑波大学第三学群基礎工学類卒業、東芝入社。原子力事業出身で、電力関連事業に携わり、2011年東芝電力システム社原子力事業部原子力福島復旧技術部長。2014年東芝電力システム社原子力事業部長。2016年東芝エネルギーシステムソリューション社原子力事業部長。2016年東芝執行役常務 。2018年東芝エネルギーシステムズ代表取締役社長、東芝執行役上席常務。2020年東芝代表執行役専務。2021年東芝取締役代表執行役副社長。日本電機工業会理事、経済産業省洋上風力の産業競争力強化に向けた官民協議会委員、国際廃炉研究開発機構理事、電源地域振興センター評議員、水素バリューチェーン推進協議会理事、ファインセラミックスセンター評議員、日本機械輸出組合副理事長、日本原子力産業協会理事なども歴任。2022年3月に東芝代表執行役副社長を退任し、取締役。同年6月に取締役も退任。

## 受賞
- 平成30年度全国発明表彰21世紀発明貢献賞[16]